# Sonali Bendre

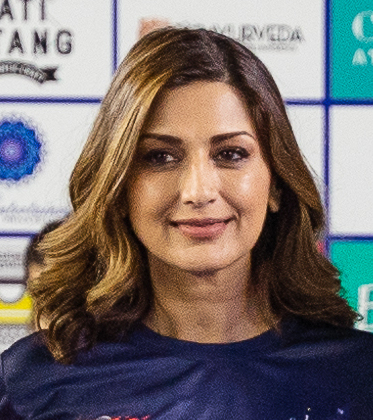
Sonali Bendre (2021)

Sonali Bendre oder auch Sonali Bendre Behl (Marathi: सोनाली बेंद्रे; * 1. Januar 1975 in Mumbai) ist eine indische Schauspielerin und Model. Sie spielt hauptsächlich in Hindi-Filmen, aber auch in Marathi-, Tamilischen-, Telugu- und Kannadafilmen.

## Leben

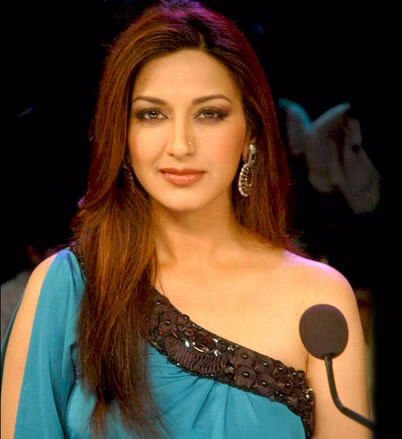
Sonali Bendre, 2011

Sonali studierte in Bangalore und Bombay, bevor sie mit ihrer Modelkarriere begann. Danach bekam sie ihre erste Filmrolle in dem Film Aag an der Seite von Govinda. Ihr Schauspiel wurde von den Kritikern gelobt, vor allem in den Filmen Sarfarosh, Zakhm, Duplicate, Hum Saath-Saath Hain: We Stand United, Mein Herz kommt per E-Mail (Dil Hi Dil Mein), Tera Mera Saath Rahey, Anaahat und vielen anderen auch.
1995 gewann sie den Filmfare Award/Lux New Face und 2001 den Star Screen Award in der Kategorie „Beste Nebendarstellerin“ für ihre Darbietung in Hamara Dil Aapke Paas Hai. Sie war die einzige Darstellerin, die nicht nur nominiert, sondern den Preis auch gewonnen hat.
Für ihre komödiantischen Auftritte, wie in Love Ke Liye Kuchh Bhi Karega, wurde sie hochgeschätzt. Außerdem ist Sonali bekannt für ihre tänzerische Leistung, die sie in Bombay, Lajja – Schande und Major Saab unter Beweis stellte. Auch gilt sie als eine der schönsten Bollywoodschauspielerinnen.
Am 12. November 2002 heiratete sie den Filmproduzent und Regisseur Goldie Behl und brachte am 9. August 2005 ihren Sohn Ranveer zur Welt.

## Filmografie
- 1994: Aag
- 1994: Naaraaz
- 1995: The Don
- 1995: Gaddaar
- 1995: Takkar
- 1995: Bombay
- 1996: Rakshak
- 1996: English Babu Desi Mem – Der Junge aus England und das indische Mädchen (English Babu Desi Mem)
- 1996: Diljale
- 1996: Apne Dam Par
- 1996: Sapoot
- 1997: Bhai
- 1997: Tarazu
- 1997: Qahar
- 1998: Keemat: They Are Back
- 1998: Duplicate
- 1998: Humse Badhkar Kaun
- 1998: Major Saab
- 1998: Angaaray
- 1999: Zakhm
- 1999: Love You Hamesha
- 1999: Kadhalar Dhinam
- 1999: Kannodu Kanbathellam
- 1999: Hum Saath-Saath Hain: We Stand United
- 1999: Dahek: A Burning Passion
- 1999: Sarfarosh
- 2000: Mein Herz kommt per E-Mail (Dil Hi Dil Mein)
- 2000: Chal Mere Bhai
- 2000: Hamara Dil Aapke Paas Hai
- 2000: Dhaai Akshar Prem Ke
- 2000: Jis Desh Mein Ganga Rehta Hain
- 2000: Preethse
- 2001: Murari
- 2001: Love Ke Liye Kuchh Bhi Karega
- 2001: Lajja – Schande (Lajja)
- 2001: Tera Mera Saath Rahen
- 2002: Indra
- 2002: Khadgam
- 2002: Manmadhudu
- 2003: Anaahat
- 2003: Palnati Brahmanayudu
- 2003: Chori Chori
- 2003: Lebe und denke nicht an morgen (Kal Ho Naa Ho)
- 2004: Shankardada MBBS
- 2013: Once Upon a Time in Mumbai Dobaara!
- 2014: Ajeeb Daastaan Hai Yeh (TV-Serie)

## Auszeichnungen
- Star Screen Award/Meistversprechende Newcomerin
- Filmfare Award/Lux New Face für Aag (1995)
- Star Screen Award/Beste Nebendarstellerin für Hamara Dil Aapke Paas Hai (2001)
- Star Screen Award/Beste Hauptdarstellerin - Marathi für Anaahat (2004)